# Saint-Martial (Gironda)
Saint-Martial è un comune francese di 210 abitanti situato nel dipartimento della Gironda nella regione della Nuova Aquitania.

## Società

### Evoluzione demografica
Abitanti censiti